# Подвійне щастя (каліграфія)

Подвійне щастя круглої форми.

Подвійне щастя (спрощ.: 双喜; кит. трад.: 雙喜; піньїнь: shuāngxǐ) — це традиційний китайський орнамент, який зазвичай використовується як прикраси до весілля. За межами Китаю він також використовується в Сполучених Штатах, Європі, Східній та Південно-Східній Азії.

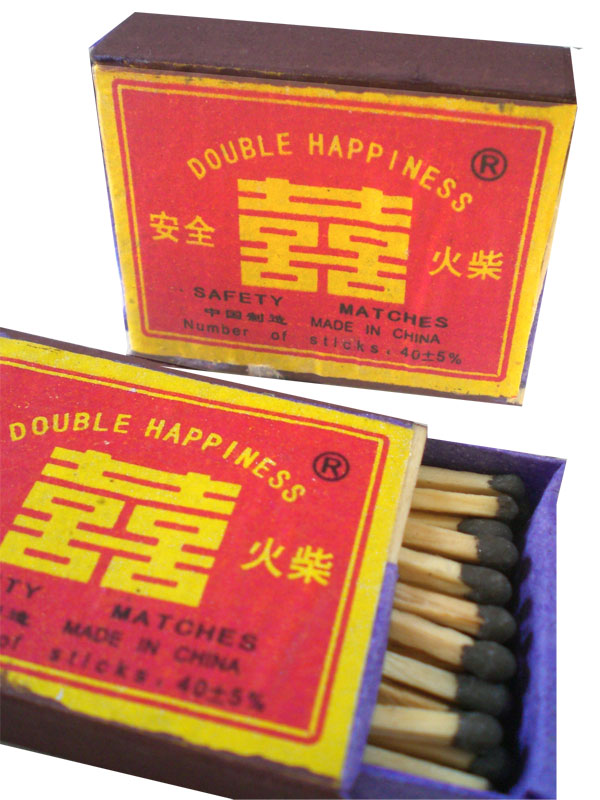
Старі сірникові коробки з дизайном подвійного щастя

## Опис
Подвійне щастя — це лігатура, «囍» складається з 喜喜 – два китайських ієрогліфа 喜 (сі), що буквально означає "радість", стиснуті у квадратну форму стандартного китайського ієрогліфа, і вимовляється просто як сі або як багатоскладовий китайський ієрогліф, який читається як 双喜 (шуансі). 
Зазвичай ієрогліф «囍» пишеться китайською каліграфією та часто з'являється на традиційних декораціях, пов'язаних із шлюбом. Ієрогліф подвійного щастя також часто зустрічається на всій весільній церемонії, а також на подарунках, які дарують нареченому і нареченій. Зазвичай має червоний, зрідка чорний колір.
З 2017 року 10 версія стандарту Юнікод містить округлену версію ієрогліфа в блоці «Enclosed Ideographic Supplement» у позиції U+1F264 🉤 ROUNDED SYMBOL FOR SHUANGXI.

## У масовій культурі
Зараз шуансі використовується як торгова марка для таких речей, як мода, ювелірні вироби, сигарети, сірники, соєвий соус тощо. Він також представлений представлена як прикраса багатьох речей китайського бренду класу люкс Shanghai Tang.

Магазин роздрібної торгівлі G.O.D. у Гонконзі має багато товарів із ієрогліфом подвійного щастя, включаючи ароматичні свічки, аксесуари та столовий посуд і чайні сервізи в стилі Мін.  

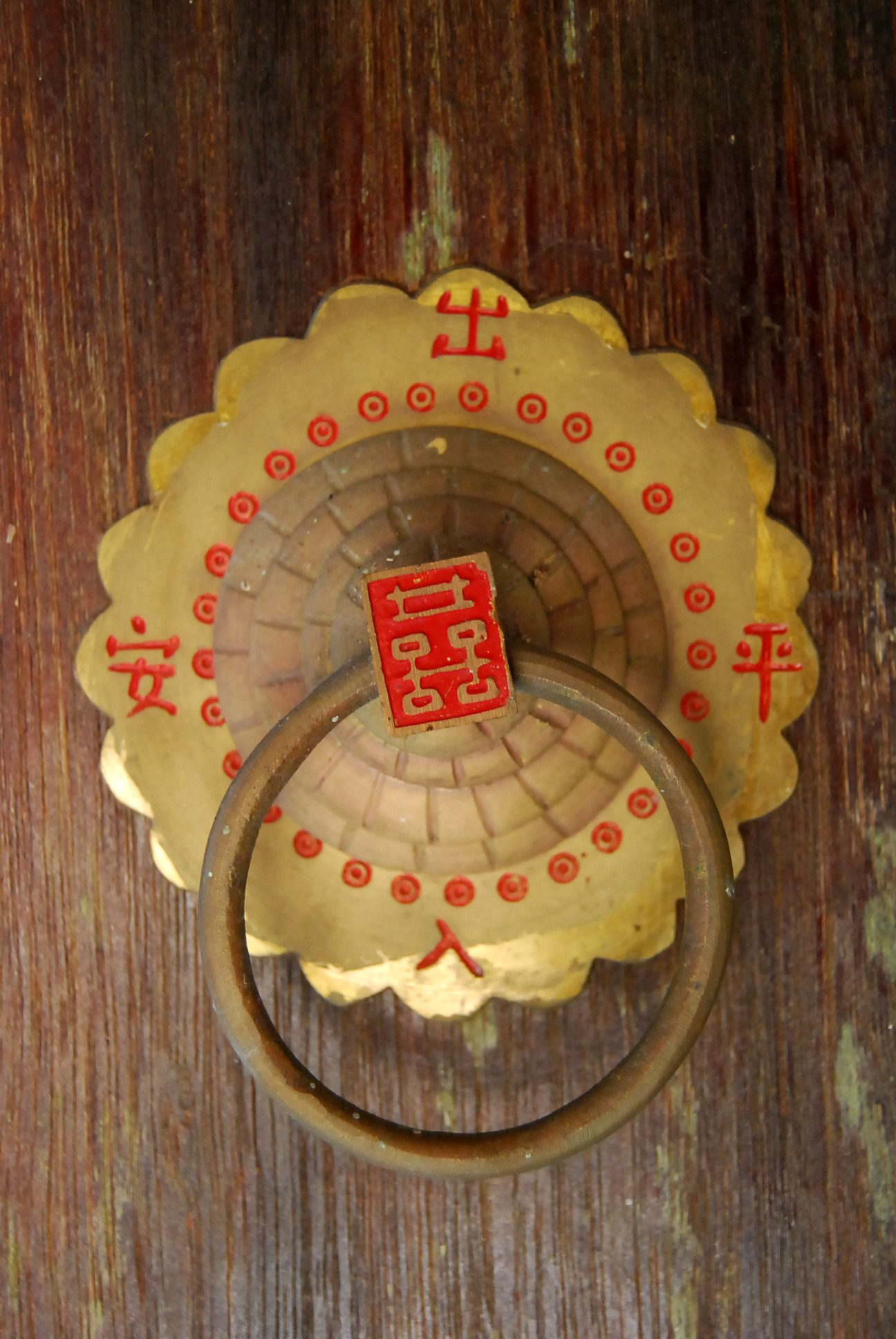
Ієрогліф подвійного щастя на дверному кільці рідного дому Сун Цінліна у Веньчані, Хайнань
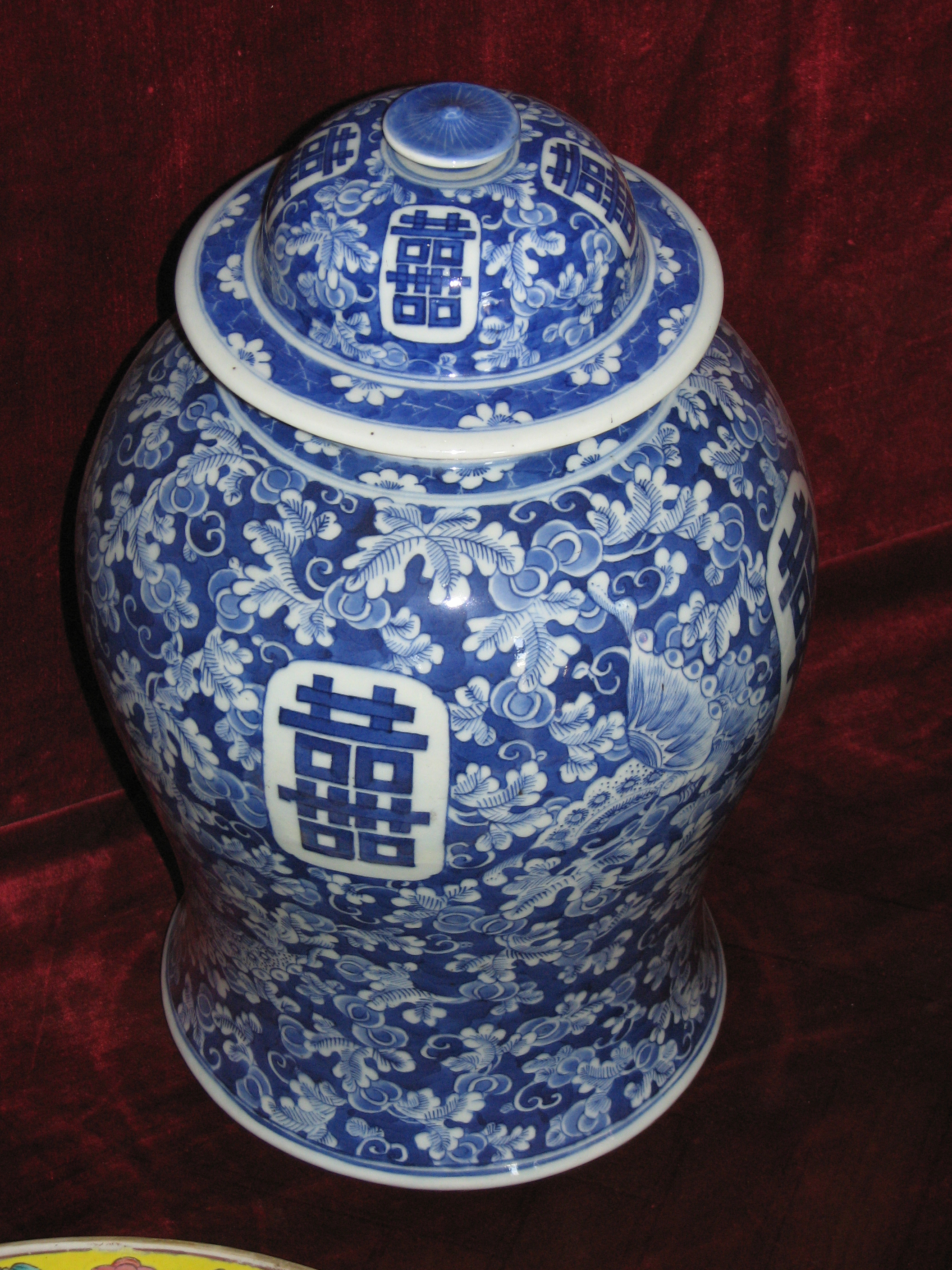
Порцелянова ваза часів династії Цін з символом подвійного щастя
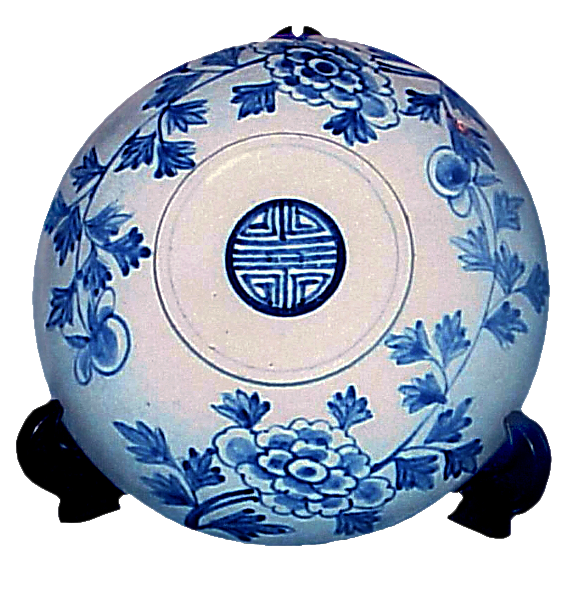
Кришка для рисової миски, прикрашена медальйоном з символами подвійного щастя і довголіття (Шоу) в центрі, з Кореї часів династії Чосон
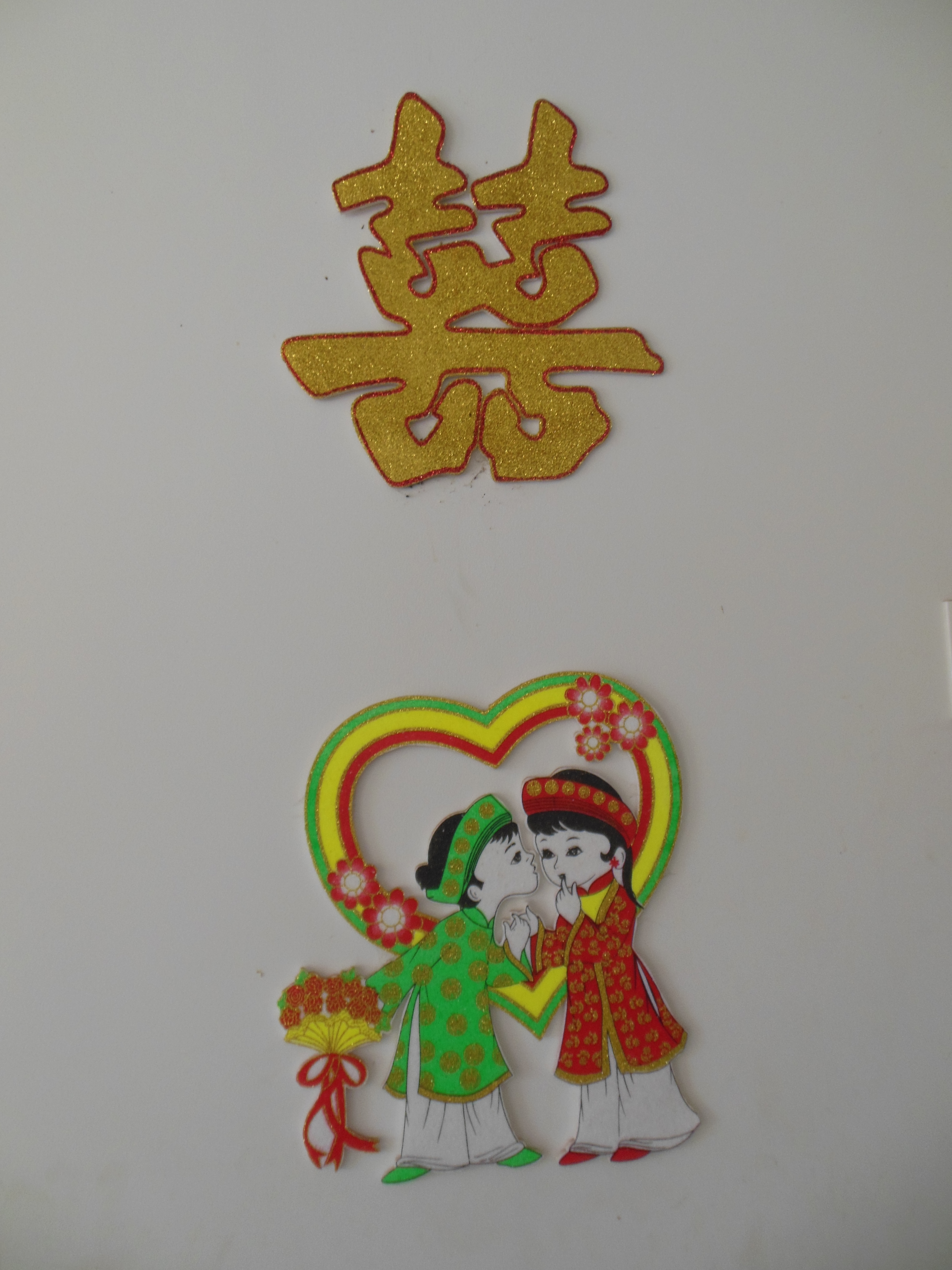
В'єтнамська весільна декорація, з символом подвійного щастя
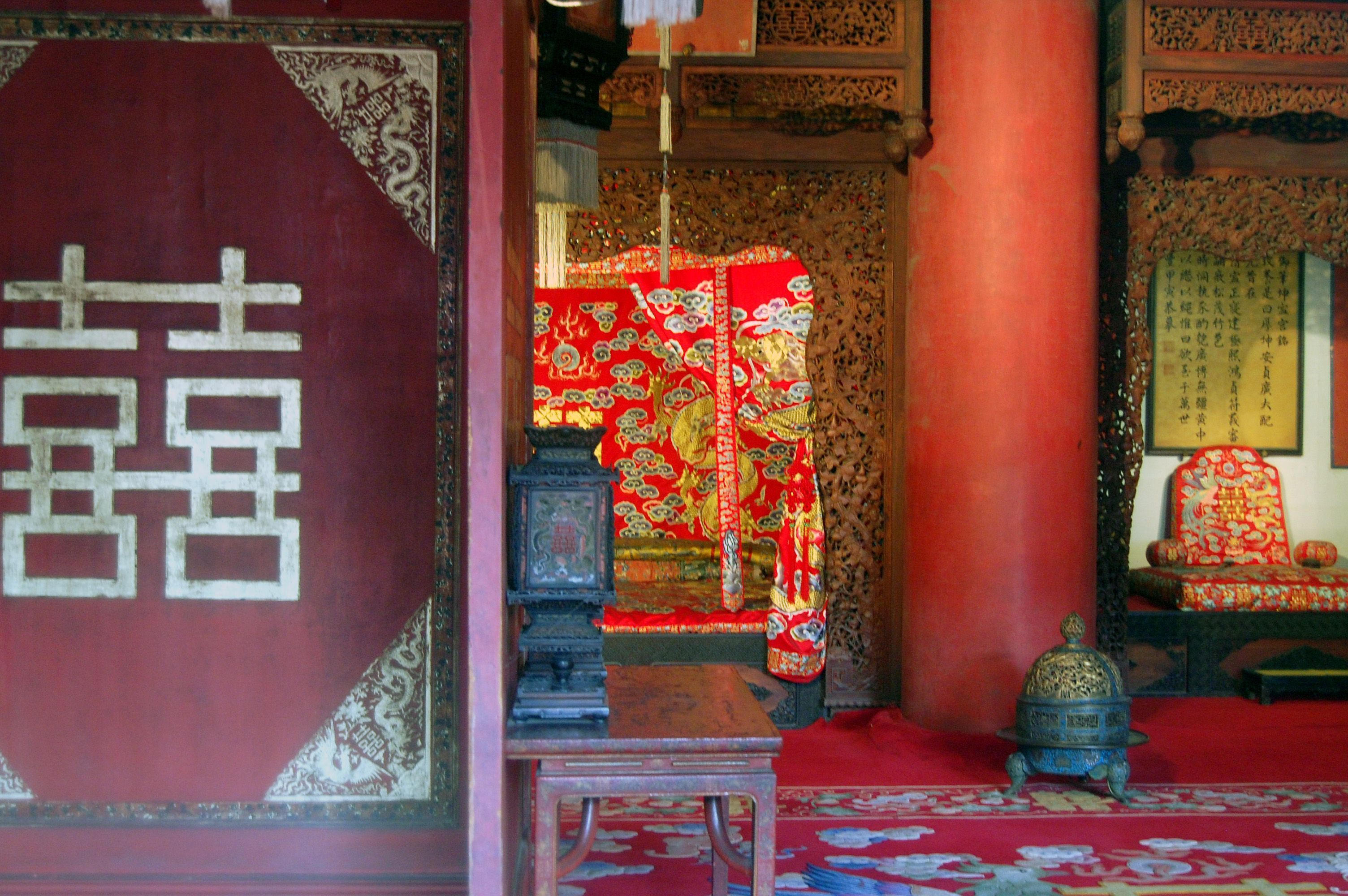
Палац земного умиротворення (坤宁宫) Забороненого Міста, з традиційними китайськими весільними декораціями та символом подвійного щастя спереду.
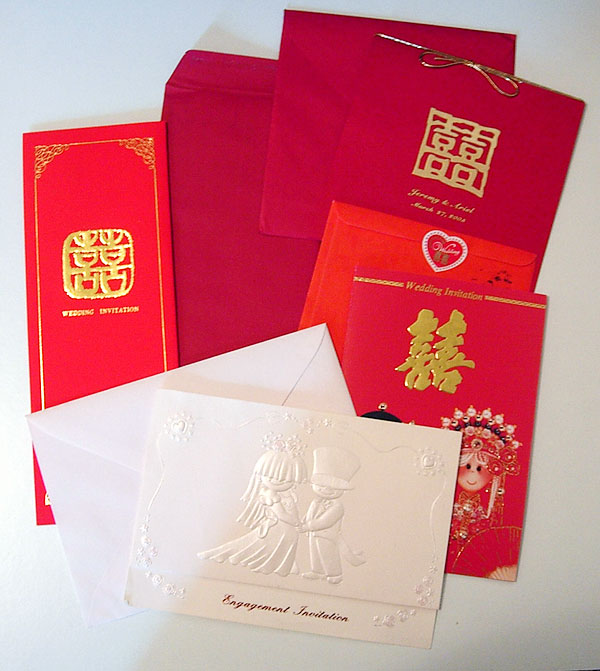
Китайські картки запрошення на весілля з ієрогліфом подвійного щастя
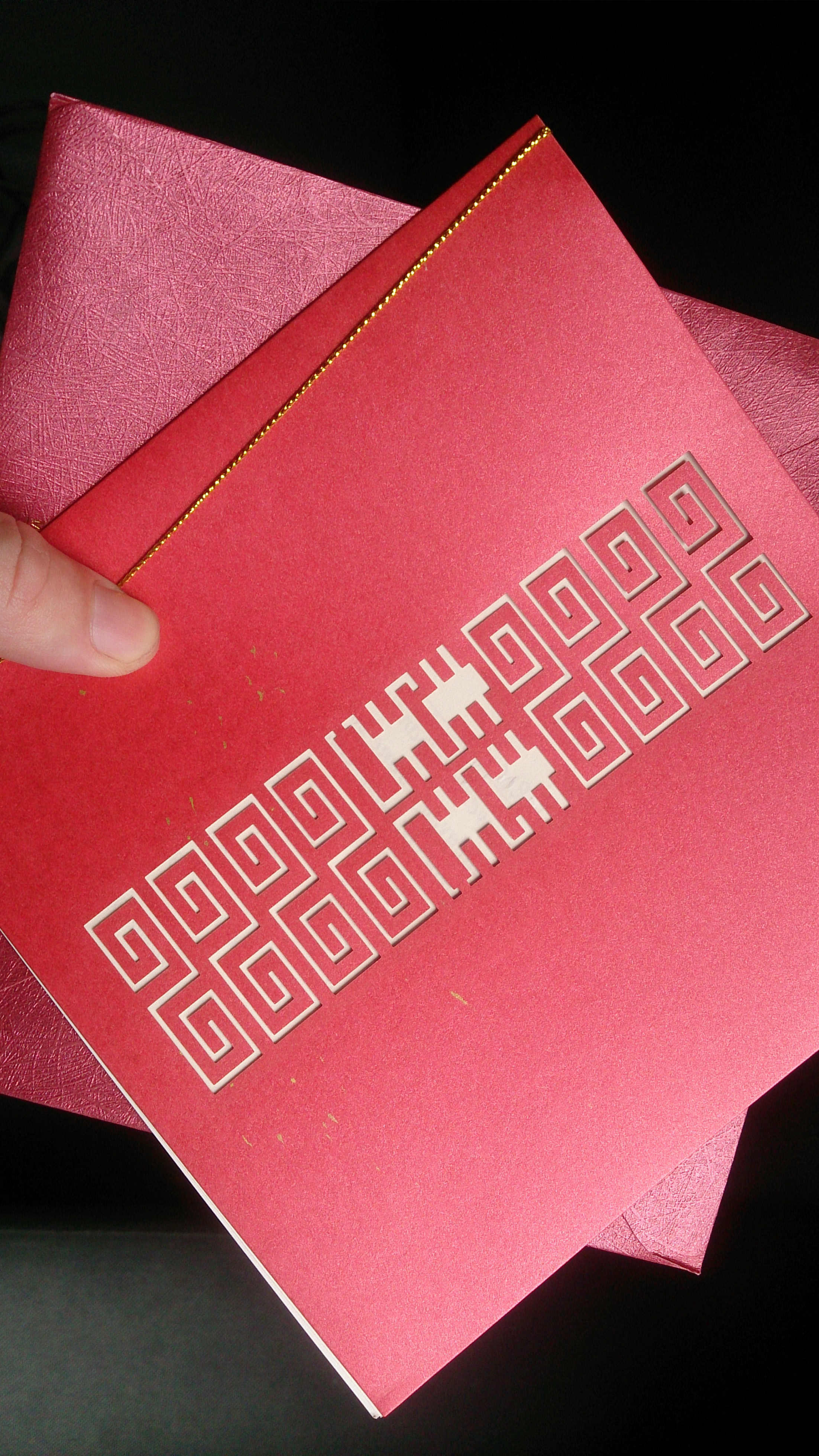
Китайські картки запрошення на весілля з ієрогліфом подвійного щастя по середині
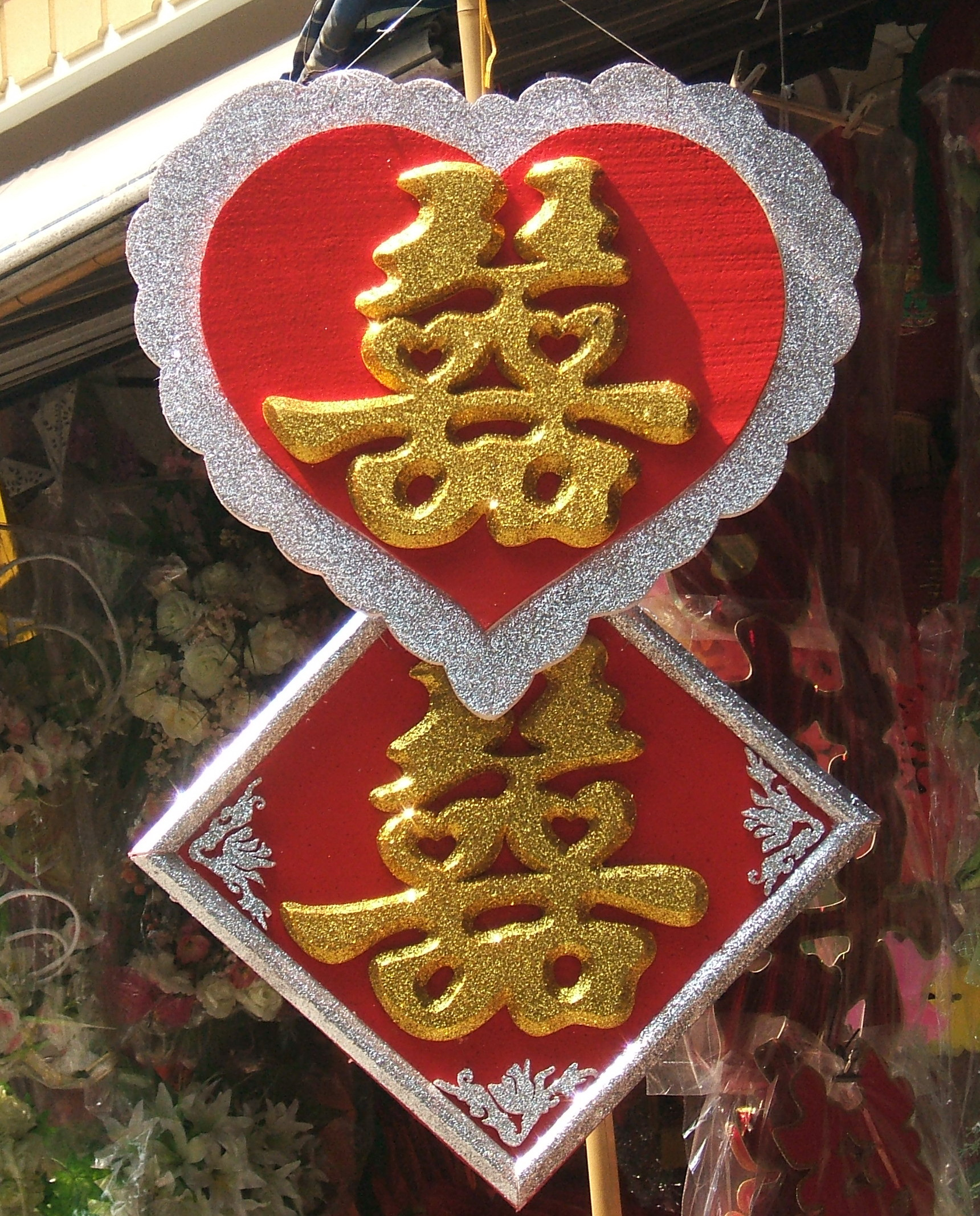
Декорації з подвійним щастям у В'єтнамі
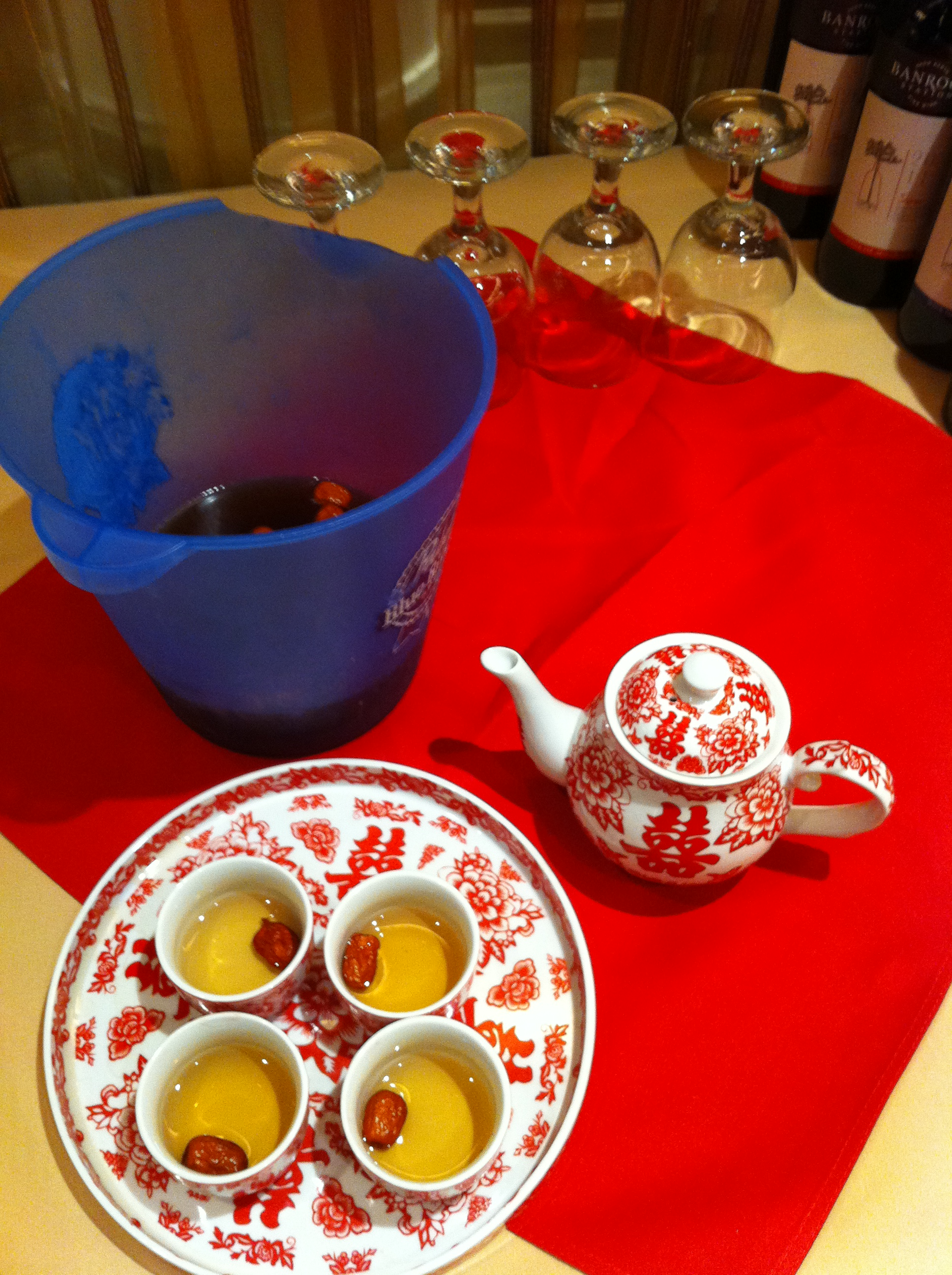
Китайський весільний чайний сервіз з ієрогліфом подвійного щастя.
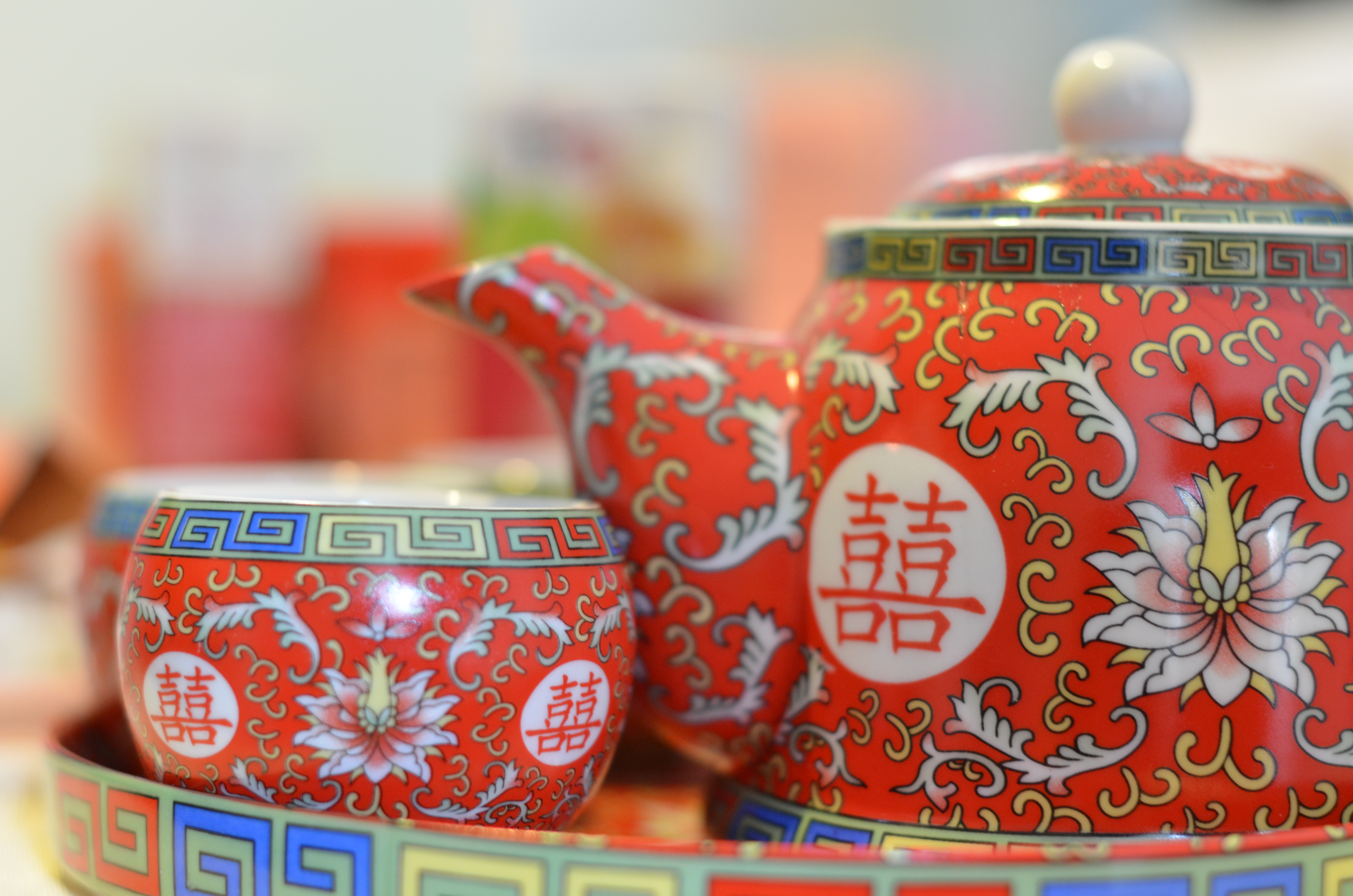
Китайський весільний чайний сервіз
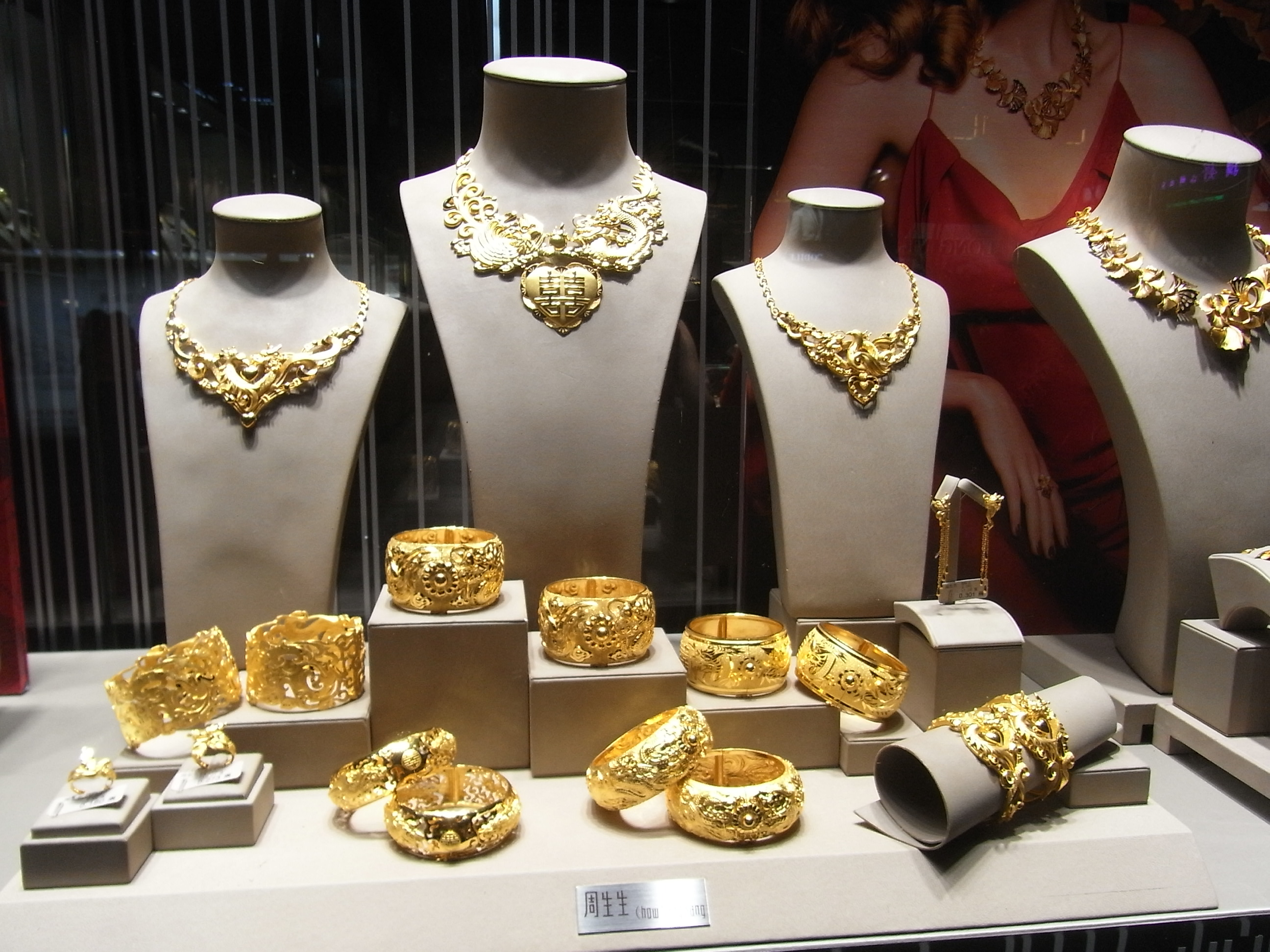
Золоті ювелірні вироби з ієрогліфом подвійного щастя, Гонконг
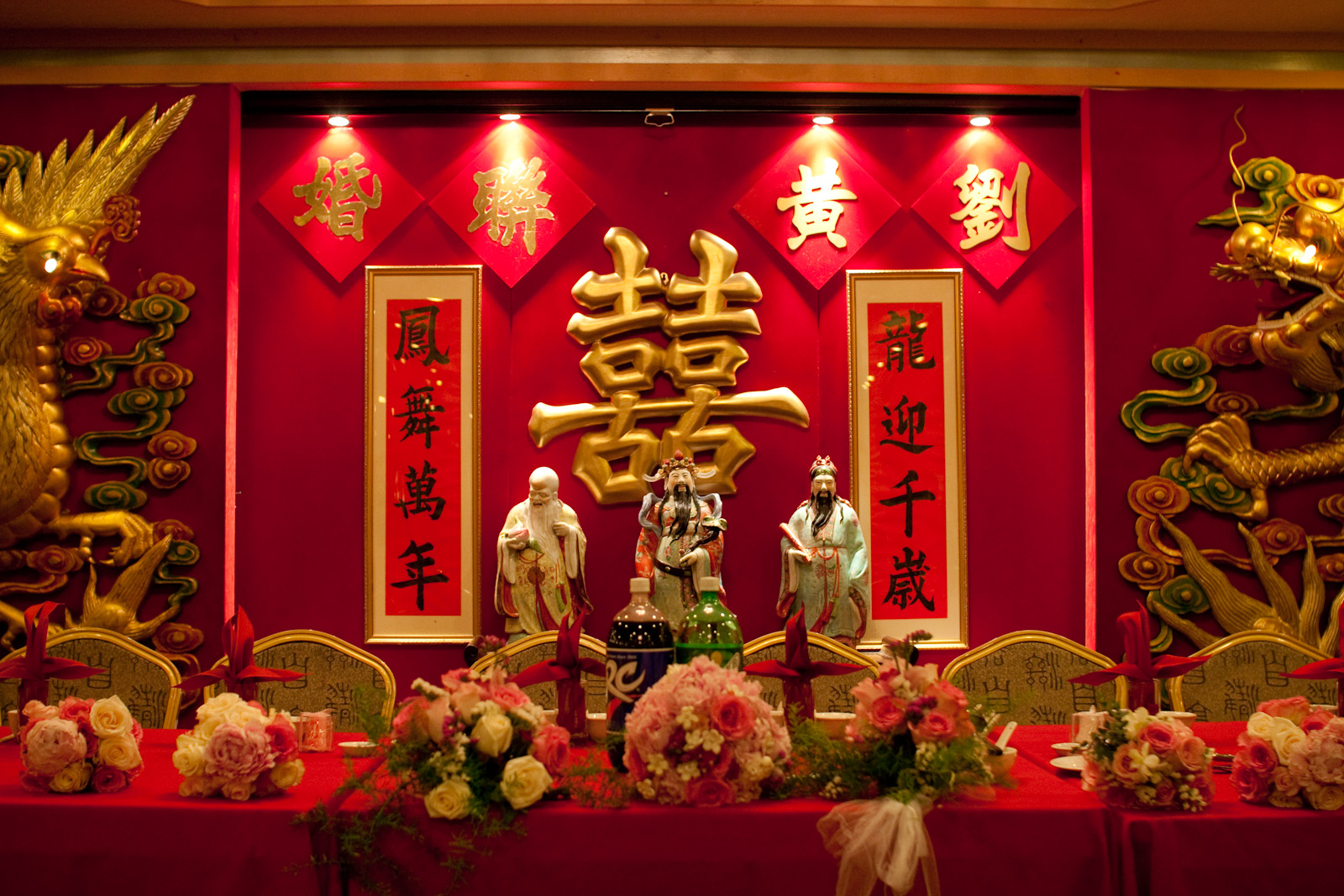
Традиційний китайський весільна церемонія з ієрогліфом подвійного щастя по середині

## Дивитись також
- Ієрогліф Фу (福), ієрогліф що також символізує щастя та вдачу
- Ієрогліф Лу (禄), символізує процвітання
- Ієрогліф Шоу (壽), символізує довголіття
- Ієрогліф Сі (喜), що символізує щастя

## Зовнішні посилання
- Історія китайського ієрогліфа: подвійне щастя